# GW190521

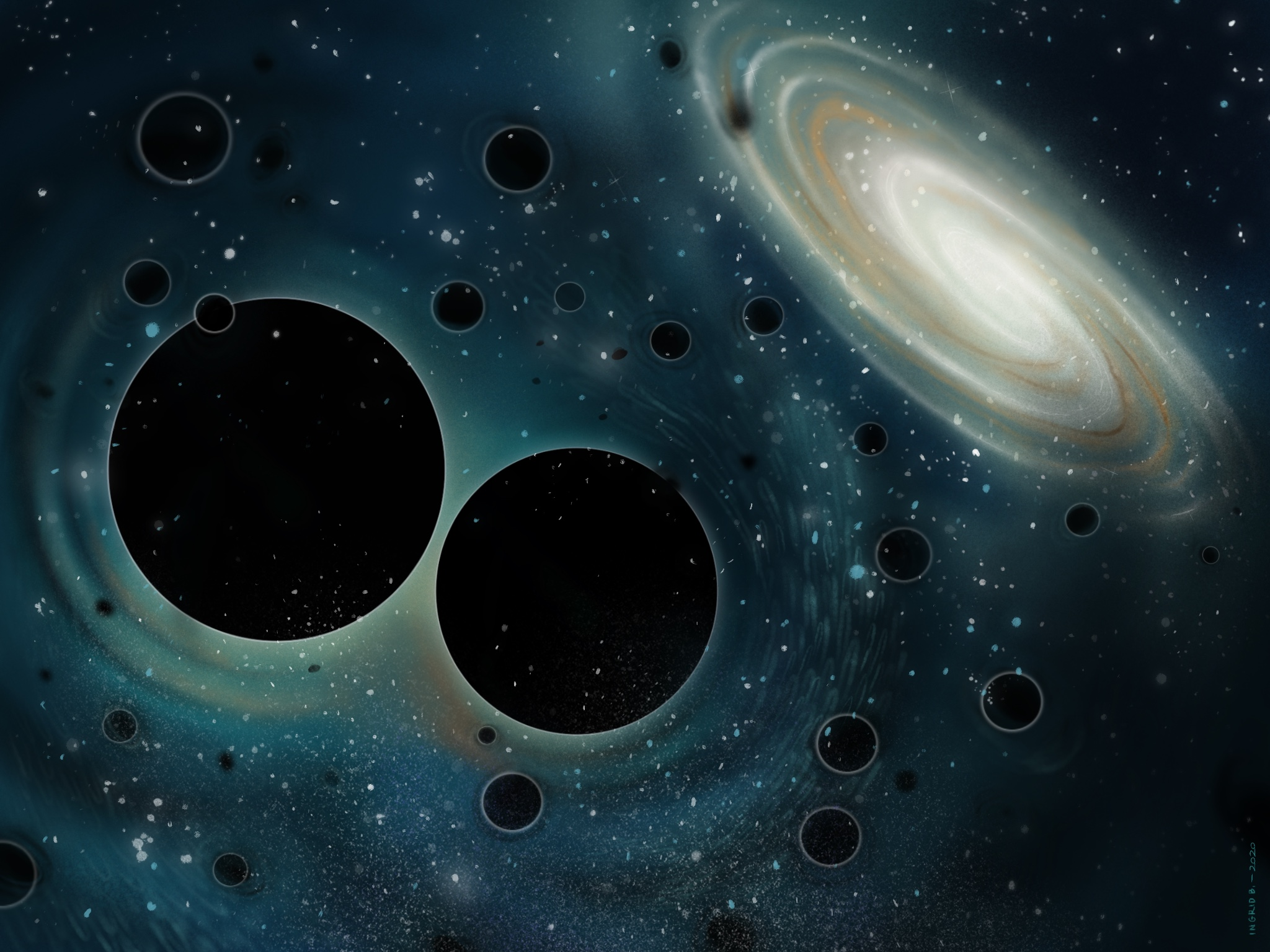
Иллюстрация во время объявления результатов исследования GW190521

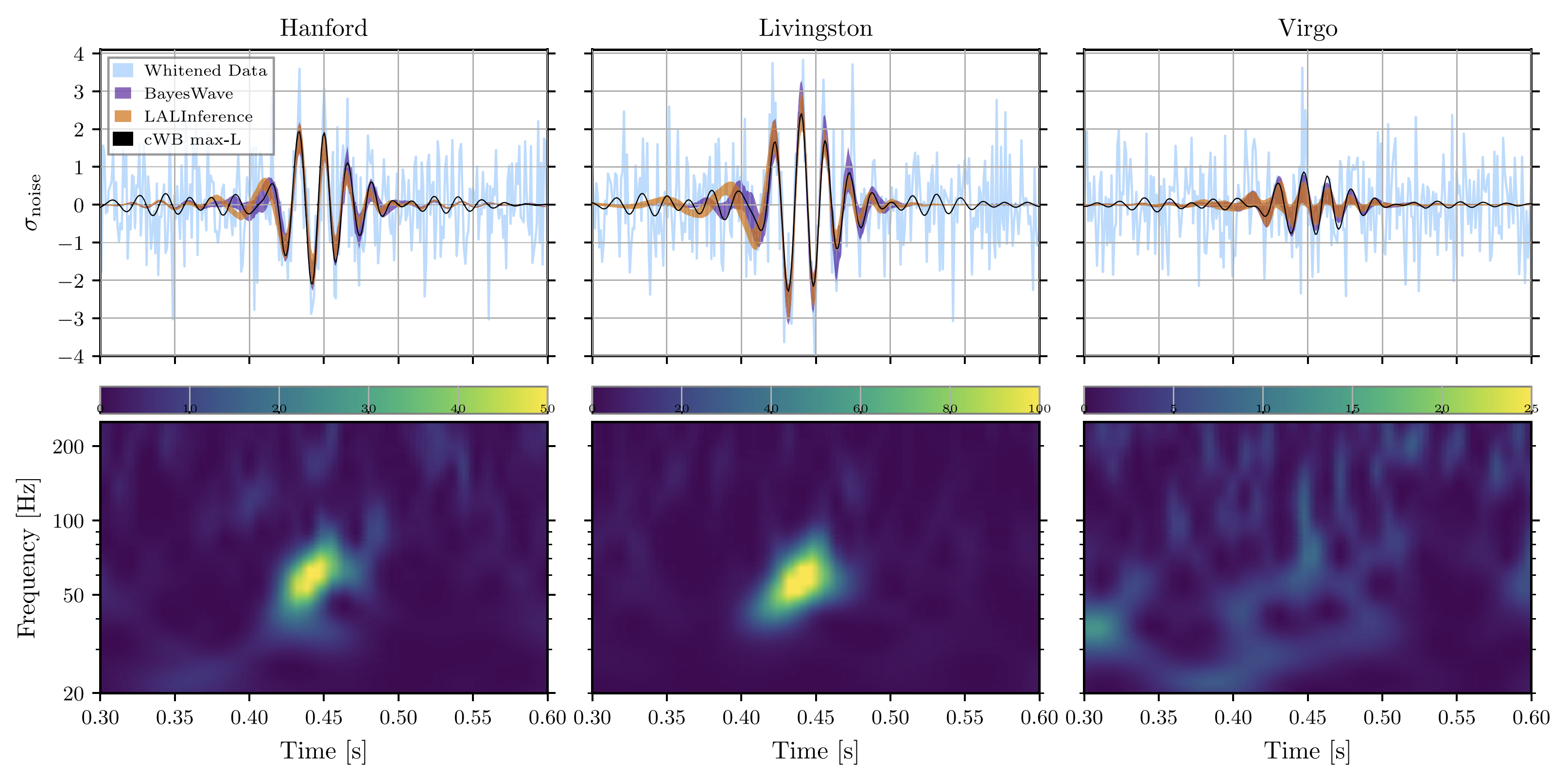
Сигналы, обнаруженные детекторами LIGO Hanford (слева), LIGO Livingston (посередине), и Virgo (справа)

GW190521 (изначально именован как S190521g) — зарегистрированный 21 мая 2019 года гравитационно-волновой всплеск, произошедший в результате слияния двух чёрных дыр. Наблюдение проводилось на детекторах LIGO и Virgo в 03:02:29 UTC, данные о событии были опубликованы 2 сентября 2020 года.
Слияние произошло на расстоянии 17 млрд световых лет ( {\displaystyle 5{,}3_{-2{,}6}^{+2{,}4}{\text{ Гпк}}}) от Земли (красное смещение z ~ 0,82±0,3). Это самое далёкое зарегистрированное слияние из известных. Положение источника сигнала определено областью неба в 765 кв. градусов в созвездиях Волос Вероники, Гончих Псов и Феникса.
Установлено, что произошло слияние чёрных дыр массами 85 и 66 M⊙, и это на время обнаружения стало слиянием самых больших известных человечеству объектов. В результате слияния образовалась чёрная дыра в 142 M⊙, что стало первым явным свидетельством обнаружения чёрной дыры средней массы. Потерянные 9 M⊙ превратились в энергию гравитационных волн. Обнаруженный сигнал длился менее одной десятой секунды.

## Научные результаты
Считается, что чёрные дыры с массой менее 65 M⊙ могут образовываться в результате вспышки сверхновой. В то же время предполагается, что чёрные дыры массой до 135 M⊙ могут появляться после коллапса звезд. Так, событие GW190521 стало первым экспериментальным подтверждением гипотезы о том, что более тяжёлая чёрная дыра в паре слияния может быть образована после предыдущего слияния чёрных дыр. Соответственно, исследователи рассматривают гипотезу иерархического слияния, когда две исходные чёрные дыры образовываются в результате слияния меньших чёрных дыр.
Зарегистрированное событие проявило эффекты гравитации, которые дают возможность по‑новому проверить общую теорию относительности, согласно которой двойные системы с весьма разными массами будут создавать гравитационные волны более высоких гармоник.

## Наблюдения в электромагнитном спектре
В июне 2020 года астрономы с помощью автоматического обзорного телескопа Цвикки, расположенного в Паломарской обсерватории в Калифорнии, наблюдали вспышку света, которая предположительно связана с GW190521. Согласно гипотезе, во время слияния двух чёрных дыр в непосредственной близости была другая (третья) больша́я чёрная дыра, и она спровоцировала световую вспышку. Если это подтвердится, то это станет первым в истории наблюдением световой вспышки во время слияния двух чёрных дыр. Во время слияния чёрных дыр, как правило, не должно быть светового излучения. И здесь астрономы полагают, что для трёх чёрных дыр уже произошло уникальное событие: третья сверхмассивная чёрная дыра, возможно, повлияла на слияние двух меньших, и отправила новоиспечённую чёрную дыру через связанный аккреционный диск, и материя диска произвела вспышку света. По предположениям астрономов, новообразованная чёрная дыра превышала более чем в 100 раз M⊙ и двигалась по диску со скоростью 200 км/с.
Астрономы предсказывают повторную вспышку света от рассматриваемых объектов из-за повторного столкновения с соответствующим аккреционным диском, что по расчётам должно произойти примерно через 1,6 года. Если в декабре 2020 года предсказанная вспышка будет наблюдаться, то озвученные утверждения получат своё подтверждение.
По некоторым данным событие gw190521 может быть столкновением бозонных звёзд.